# اليسار الأمريكي
يتكون اليسار الأمريكي من الأفراد والجماعات التي سعت إلى تغييرات نحو المساواتية في المؤسسات الاقتصادية والسياسية والثقافية للولايات المتحدة. هناك العديد من المجموعات الفرعية المختلفة ذات النطاق الوطني نشطة حاليًا. يعتقد الليبراليون الوسطيون أن المساواة يمكن استيعابها في الهياكل الرأسمالية القائمة (يشار إليهم عادة باسم «الوسطيين»). يتواجد أيضًا الاشتراكيون والشيوعيون واللاسلطويون ذوي الأولويات الدولية داخل هذه الحركة الكلية. على الرغم من وصول الإيديولوجيات اليسارية إلى الولايات المتحدة في القرن التاسع عشر، فلا توجد أحزاب سياسية يسارية رئيسية في الولايات المتحدة. ومع ذلك، فإن العديد من أفراد اليسار الأمريكي يتصلون بالحزب الديمقراطي.

## التاريخ

### الأصول
مارست العديد من القبائل الأصلية في أمريكا الشمالية ما أطلق عليه الماركسيون لاحقًا الشيوعية البدائية، وهو ما يعني أنهم مارسوا التعاون الاقتصادي بين أفراد قبائلهم.
أول الاشتراكيين الأوروبيين الذين وصلوا إلى أمريكا الشمالية هم طائفة مسيحية تعرف باسم اللاباديست، وأسسوا كميونة بوهيميا مانور في عام 1683 على بعد حوالي 60 ميلًا غرب فيلادلفيا في ولاية بنسلفانيا. كانت طريقتهم الجماعية في الحياة قائمة على الممارسات الجماعية للرسل والمسيحيين الأوائل.
أول الاشتراكيين الأمريكيين العلمانيين هم المهاجرون الماركسيون الألمان الذين وصلوا بعد ثورات 1848، وعرفوا أيضًا باسم الأربعين ثمانين. أسس جوزيف فيديماير وهو زميل ألماني لكارل ماركس لجأ إلى نيويورك في عام 1851 بعد ثورات 1848 أول مجلة ماركسية في الولايات المتحدة تحت اسم «الثورة»، لكنها لم تستمر سوى لعددين. ثم قام في عام 1852 بتأسيس «Proletarierbund» والتي ستصبح لاحقًا رابطة العمال الأمريكية وهي أول منظمة ماركسية في الولايات المتحدة، لكنها كانت أيضًا قصيرة العمر إذ فشلت في جذب أعضاء لغتهم الأم هي الإنجليزية.
وفي عام 1866، شكل ويليام إتش سيلفيس اتحاد العمل الوطني. أخذ فريدريك ألبرت سورج وهو ألماني لجأ إلى نيويورك بعد ثورات 1848 القسم المحلي رقم 5 من اتحاد العمل الوطني إلى الأممية الأولى باعتباره القسم رقم واحد في الولايات المتحدة. كان هناك 22 قسمًا بحلول عام 1872 وتمكنوا لاحقًا من عقد مؤتمر في نيويورك. انتقل المجلس العام للأممية إلى نيويورك وكان سورج هو الأمين العام، ولكن انحل المجلس في عام 1876 بسبب الصراع الداخلي.
ثم أتت موجة أكبر من المهاجرين الألمان في 1870 و1880 وشملت أتباعًا ديمقراطيين اجتماعيين لفرديناند لاسال. اعتقد لاسال أن مساعدة الدولة عن طريق العمل السياسي كانت الطريق إلى الثورة، وعارض العمل النقابي لأنه اعتبره غير مجدي، معتقدًا أنه وفقًا لقانون الأجور الحديدي، فإن أصحاب العمل سيدفعون فقط الأجور الكافية للبقاء على قيد الحياة. شكل اللاساليون الحزب الاشتراكي الديمقراطي لأمريكا الشمالية عام 1874 وشكل الماركسيين واللاساليين حزب العمال للولايات المتحدة في عام 1876. وبعد سيطرة اللاساليون على السلطة في عام 1877 قاموا بتغيير الاسم إلى حزب العمل الاشتراكي لأمريكا الشمالية. لكن تخلى العديد من الاشتراكيين عن العمل السياسي تمامًا وانتقلوا إلى العمل النقابي. شكل الاشتراكيان السابقان أدولف ستراسر وصموئيل غومبرز الاتحاد الأمريكي للعمل في عام 1886.
انقسم اللاسلطويون عن حزب العمل الاشتراكي ليشكلوا الحزب الاشتراكي الثوري في عام 1881. وبحلول عام 1885 امتلكوا 7000 عضو أي ضعف عضوية حزب العمل الاشتراكي. وكانوا قد أُلهموا من المؤتمر اللاسلطوي الدولي في عام 1881 في لندن. كان هناك اتحادان في الولايات المتحدة تعهدا بالالتزام بالأممية. شكل مؤتمر اللاسلطويين المهاجرين في شيكاغو الرابطة الدولية للعاملين (الأممية السوداء)، في حين شكلت مجموعة من الأمريكيين الأصليين في سان فرانسيسكو رابطة العمال الدولية (الأممية الحمراء). انقلب الرأي العام ضد اللاسلطوية بعد مظاهرة عنيفة في هايماركت في شيكاغو عام 1886. برغم أنه يمكن نسب القليل من العنف إلى اللاسلطويين، فإن محاولة قتل رأسمالي من قبل لاسلطوي في عام 1892 واغتيال الرئيس الأمريكي ويليام ماكينلي في عام 1901 من قبل من يُدعى أنه لاسلطوي أدى إلى إنهاء اللجوء السياسي لللاسلطويين في عام 1903. سُجن اللاسلطويين ورُحل العديد منهم مثل إيما غولدمان وألكسندر بيركمان في عام 1919 بعد غارات بالمر. ومع ذلك، وصلت اللاسلطوية مرة أخرى إلى العامة بشكل كبير بسبب محاكمة اللاسلطويين ساكو وفانزيتي الذين سيُعدمون لاحقًا في عام 1927.
أخذ دانيال دي ليون الذي أصبح زعيمًا لحزب العمل الاشتراكي في عام 1890 الحركة في الاتجاه الماركسي. وشكل يوجين دبس الذي كان منظمًا لنقابة السكك الحديدية الأمريكية الحزب الاشتراكي الديمقراطي المنافس في عام 1898. انضم أعضاء من حزب العمل الاشتراكي بقيادة موريس هيلكويت والمعارضين لحكم دي ليون الاستبدادي الفردي وسياسته النقابية المعادية للاتحاد الأمريكي للعمل إلى الاشتراكيون الديمقراطيون ليشكلوا الحزب الاشتراكي الأمريكي.
في عام 1905، أسس مؤتمر للاشتراكيين واللاسلطويين والنقابيين الشاعرين بخيبة الأمل من البيروقراطية والنقابية الحرفية في الاتحاد الأمريكي للعمل، منظمة العمال الصناعيين في العالم بقيادة شخصيات مثل ويليام دي. (بيج بيل) هايوود وهيلين كيلر ودي ليون وديبس.
اختلف منظمو العمال الصناعيين في العالم حول ما إذا كان يمكن توظيف السياسة الانتخابية لتحرير الطبقة العاملة. غادر ديبس المنظمة في عام 1906، وطُرد دي ليون في عام 1908 ليشكل لاحقًا المنظمة المنافسة «العمال الصناعيين في العالم – شيكاغو» التي كانت مرتبطة ارتباطًا وثيقًا بحزب العمل الاشتراكي لأمريكا الشمالية. تطورت أيديولوجية العمال الصناعيين في العالم إلى النقابية اللاسلطوية أو «النقابية الصناعية الثورية»، وتجنبت النشاط السياسي الانتخابي تمامًا. أيضًا نجحت في تنظيم العمال المهاجرين غير المهرة في تجارة الخشب والزراعة والبناء في الولايات الغربية وعمال النسيج المهاجرين في الولايات الشرقية وأحيانًا قبلت العنف كجزء من العمل الصناعي.
قُسم حزب العمل الاشتراكي لأمريكا الشمالية بين الإصلاحيين الذين اعتقدوا أن الاشتراكية يمكن تحقيقها من خلال الإصلاح التدريجي للرأسمالية والثوريين الذين اعتقدوا أن الاشتراكية لا يمكن أن تتطور إلا بعد الإطاحة بالرأسمالية، لكن قاد الحزب مسارًا وسيطًا بين الاثنين. حقق حزب العمل الاشتراكي لأمريكا الشمالية ذروة نجاحه بحلول عام 1912 عندما حصل مرشحه الرئاسي على 5.9% من الأصوات الشعبية. واُنتخب أول عضو كونغرس اشتراكي وهو فيكتور بيرغر في عام 1910. بحلول بداية عام 1912، كان هناك 1039 اشتراكي في المناصب الهامة، مثل 56 رئيس بلدية و305 عضو مجلس محلي ووزراء محليين و22 مسؤول شرطة وبعض المشرعين في الولاية. وأدار الاشتراكيون ميلووكي، وبيركلي، وبوت، وسكنيكتادي، وفلنت. حصل منافس اشتراكي لغومبرز على ثلث الأصوات في تحد لقيادة الاتحاد الأمريكي للعمل. كان لدى حزب العمل الاشتراكي لأمريكا الشمالية 5 صحف يومية بالإنجليزية و8 صحف يومية تصدر بلغات أجنبية، و262 صحيفة أسبوعية بالإنجليزية و36 بلغات أجنبية، و10 صحف شهرية بالإنجليزية واثنتي بلغات أجنبية.
أدى دخول أمريكا في الحرب العالمية الأولى في عام 1917 إلى هستيريا وطنية استهدفت الألمان والمهاجرين والأمريكيين من أصل أفريقي والعاملين الواعين بالطبقية والاشتراكيين، واُستخدم قانوني التجسس والتحريض اللاحقين ضدهم. ضايقت الحكومة الصحف الاشتراكية، ورفض مكتب البريد السماح لحزب العمل الاشتراكي لأمريكا الشمالية باستخدام الرسائل البريدية، واُعتقل المقاتلين المناهضين للحرب. وسرعان ما اُتهم ديبس وأكثر من ستين من قادة العمال الصناعيين في العالم بموجب القوانين.

### 1919–1945
في عام 1919، شكل جون ريد وبنيامين جيتلو واشتراكيون آخرون حزب العمل الشيوعي الأمريكي، في حين شكلت الأقسام الاشتراكية الأجنبية بقيادة تشارلز روثنبرج الحزب الشيوعي. دُمجت هاتين المجموعتين لاحقًا تحت اسم الحزب الشيوعي للولايات المتحدة الأمريكية. نظم الشيوعيون رابطة الوحدة النقابية للتنافس مع الاتحاد الأمريكي للعمل وزعموا أنهم يمثلون خمسين ألف عامل.
في عام 1928 وبعد الانقسامات داخل الاتحاد السوفيتي، اتحد جاي لوفستون الذي حل محل روثينبرغ كأمين عام للحزب الشيوعي للولايات المتحدة الأمريكية بعد وفاته مع ويليام ز. فوستر لطرد حلفاء فوستر السابقين جيمس بي كانون وماكس شاختمان الذين كانوا من أتباع ليون تروتسكي. طُرد لوفستون وجيتلو بعد نزاع سوفيتي متعصب آخر، وأصبح إيرل برودر زعيمًا للحزب.
ثم قام كانون وشاختمان ومارتن أبرن بإنشاء الرابطة الشيوعية التروتسكية الأمريكية، وقاموا بتجنيد أعضاء من الحزب الشيوعي للولايات المتحدة الأمريكية. ثم اندمجت الجامعة مع حزب العمال الأمريكي لأي جاي موست في عام 1934 ليشكلا حزب العمال. وكان ضمن الأعضاء الجدد جيمس بورنهام وسيدني هوك.